# Disconectes colemani
Disconectes colemani är en kräftdjursart som beskrevs av Brandt 1992. Disconectes colemani ingår i släktet Disconectes och familjen Munnopsidae. Inga underarter finns listade i Catalogue of Life.